# Aeronautica

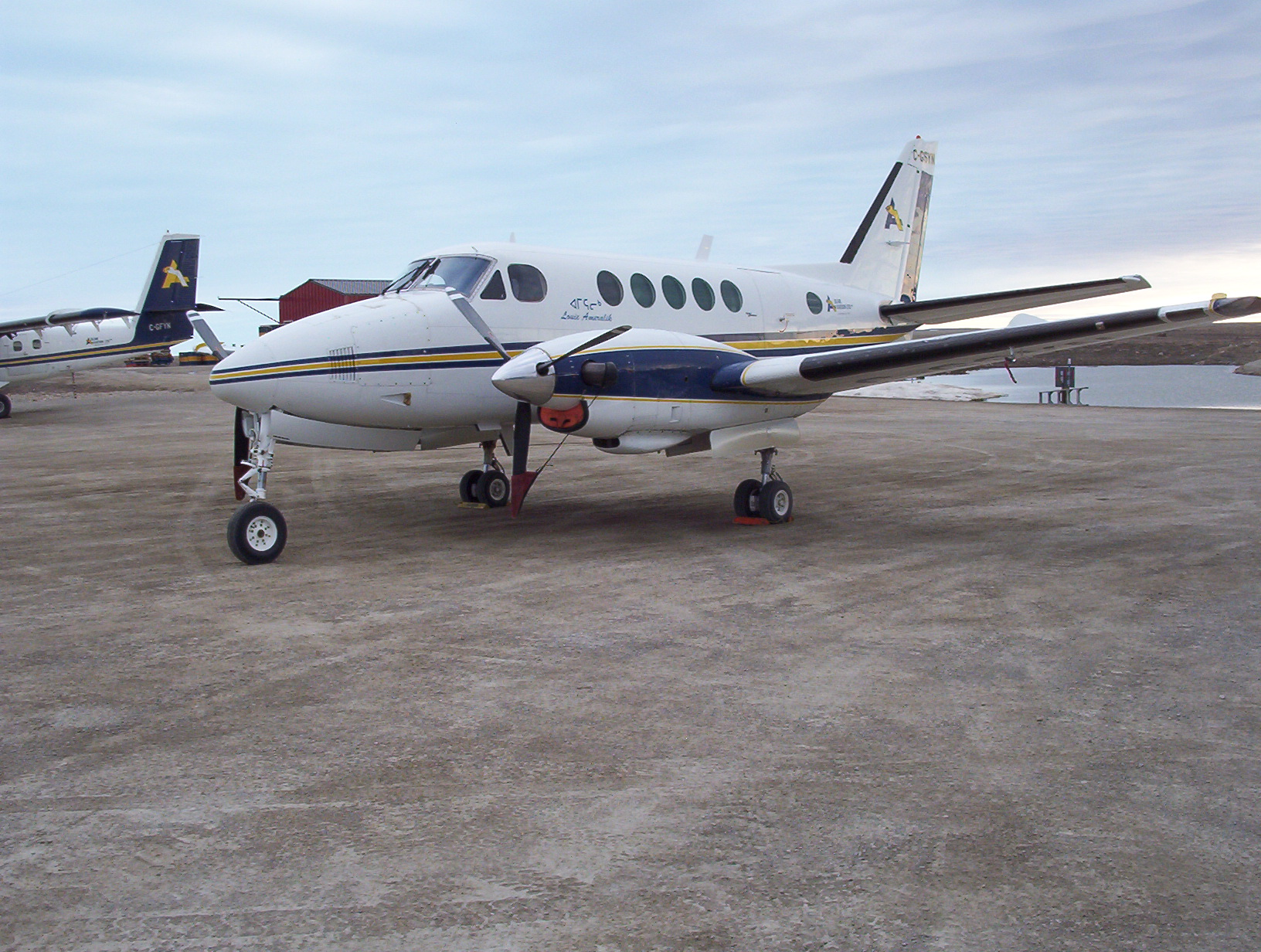
Egy Raytheon Beech King Air B200

Az Aeronautica egy Angolában működő légitársaság, mely charter, személy és teherszállítást végez.

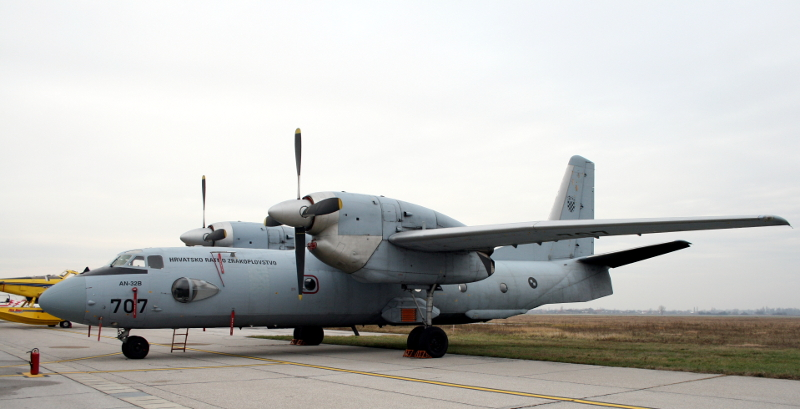
Egy Antonov An–32-es

Ez a társaság szerepel az Európai Unió tiltólistáján, ezért Európába nem repülhet.

## Flotta
Az Aeronautica flottája 2007 márciusában a következő gépekből áll:
- 1 db Antonov An-32
- 1 db  Beechcraft Super King Air 200
- 1 db Beechcraft Super King Air B200

## Fordítás
- Ez a szócikk részben vagy egészben  az   Aeronautica (Angola) című angol Wikipédia-szócikk fordításán alapul.  Az eredeti cikk szerkesztőit annak laptörténete sorolja fel. Ez a jelzés csupán a megfogalmazás eredetét és a szerzői jogokat jelzi, nem szolgál a cikkben szereplő információk forrásmegjelöléseként.